# Ben Laney Bridge
Die Ben Laney Bridge ist eine historische Straßenbrücke in Camden, im Ouachita County, im US-Bundesstaat Arkansas, in den Vereinigten Staaten. Die Brücke liegt an der US Route 79B, und überspannt den Ouachita River. Die Brücke wird im Durchschnitt pro Tag von 4300 Fahrzeugen überquert (Stand: 2008).
Die Bauarbeiten der Brücke begannen am 8. Dezember 1945 und sollte planmäßig 1946 fertiggestellt werden. Da es durch den Zweiten Weltkrieg bedingt zu einem Engpass der Lieferung von Stahl gab, wurden die Abschlussarbeiten bis 1947 hinausgezögert. Zwischenzeitlich wurde eine provisorische Holzbrücke errichtet. Die Ben Laney Brücke wurde am 16. April 1947 offiziell eingeweiht, und dem Gouverneur Benjamin Travis Laney gewidmet. Sie ersetzte hiermit die vormalige Martin Bridge. Den Bauauftrag bekam die D. F. Jones Construction Company aus Little Rock.
Die Gesamtspannweite beträgt 39,3 Meter, die Gesamtlänge 304,1 Meter und die Fahrbahnbreite 7,28 Meter. Die Brücke ist im Stile des Fachwerk gebaut. Das Fundament besteht aus Beton. Weitere Baustoffe sind Stahl und Stein.
Die Ben Laney Bridge am 9. Juni 2000 vom National Register of Historic Places mit der Nummer 00000633 als historisches Denkmal aufgenommen. Sie ist auch Bestandteil des Historic Bridges of Arkansas MPS.